# When God Was a Woman
Cuando Dios era mujer es el título de un libro escrito por la escultora e historiadora del arte estadounidense Merlin Stone. Fue publicado anteriormente, en el Reino Unido, como The Paradise Papers: The Suppression of Women's Rites (Los Papeles del Paraiso: La Represión de los Ritos de la Mujer).  Stone pasó aproximadamente diez años dedicada a la investigación de las representaciones menos conocidas, a veces ocultas, del Sagrado Femenino, de las sociedades europeas y de Oriente Medio, como preparación para completar este trabajo. En el libro, que describe estas reflexiones arquetípicas de las mujeres como líderes, entidades sagradas y matriarcas benevolentes, y también las incardina en un panorama más amplio de cómo nuestras sociedades modernas crecieron hasta el presente estado de desequilibrio. Las ideas presentadas en "Cuando Dios Era una Mujer" están cerca de convertirse en conocimiento común, pero eran y todavía son percibidos como amenazantes y peligrosos por algunos varones.
Posiblemente, el más controvertido reclamo/debate en el libro es la interpretación de Stones de cómo las sociedades matriarcales, pacíficas y benevolentes de tradiciones de adoración a la Diosa (incluyendo la del Antiguo Egipto) fueron atacadas, minadas y, finalmente, destruidas casi por completo por las antiguas tribus, incluyendo los hebreos, y más tarde por los primeros cristianos. Para ello, intentaron destruir cualquier símbolo visible de lo sagrado femenino, incluyendo obras de arte, esculturas, tejidos y  literatura. La razón es que querían que el Sagrado Masculino se convirtiera en la potencia dominante y gobernara sobre las mujeres y las energías de la diosa. Según Stone, la Torá o Antiguo Testamento fue en muchos sentidos un intento masculino de volver a escribir la historia de la sociedad humana, el cambio del simbolismo femenino a masculino.
El libro se ve ahora como instrumental en el aumento de la moderna teología feminista en los años 1970 y 1980, junto con autores como Elizabeth Gould Davis, Riane Eisler y Marija Gimbutas. Algunos han relacionado también a Margaret Murray y Robert Graves.